# Basílica dels Sants Bonifaci i Aleix
La basílica dels Sants Bonifaci i Aleix és una església de Roma, al barri de Ripa. Dedicat als sants Bonifaci de Tars i Aleix de Roma, va ser construïda entre els segles IV i V al turó de l'Aventino. Té la dignitat de basílica menor i existeix el títol de cardenal prevere de Santi Bonifacio i Alessio.

## Història

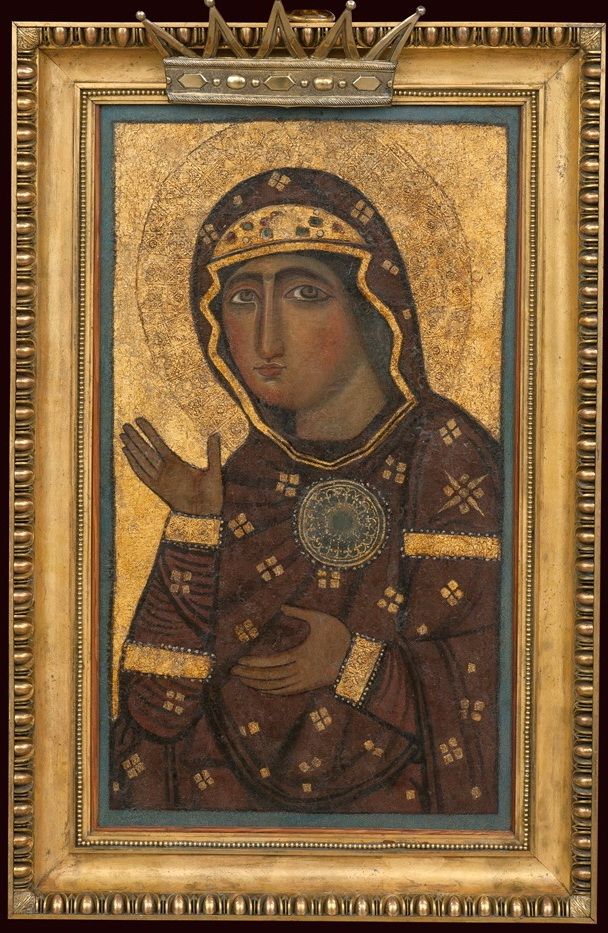
Madonna de Sant'Alessio

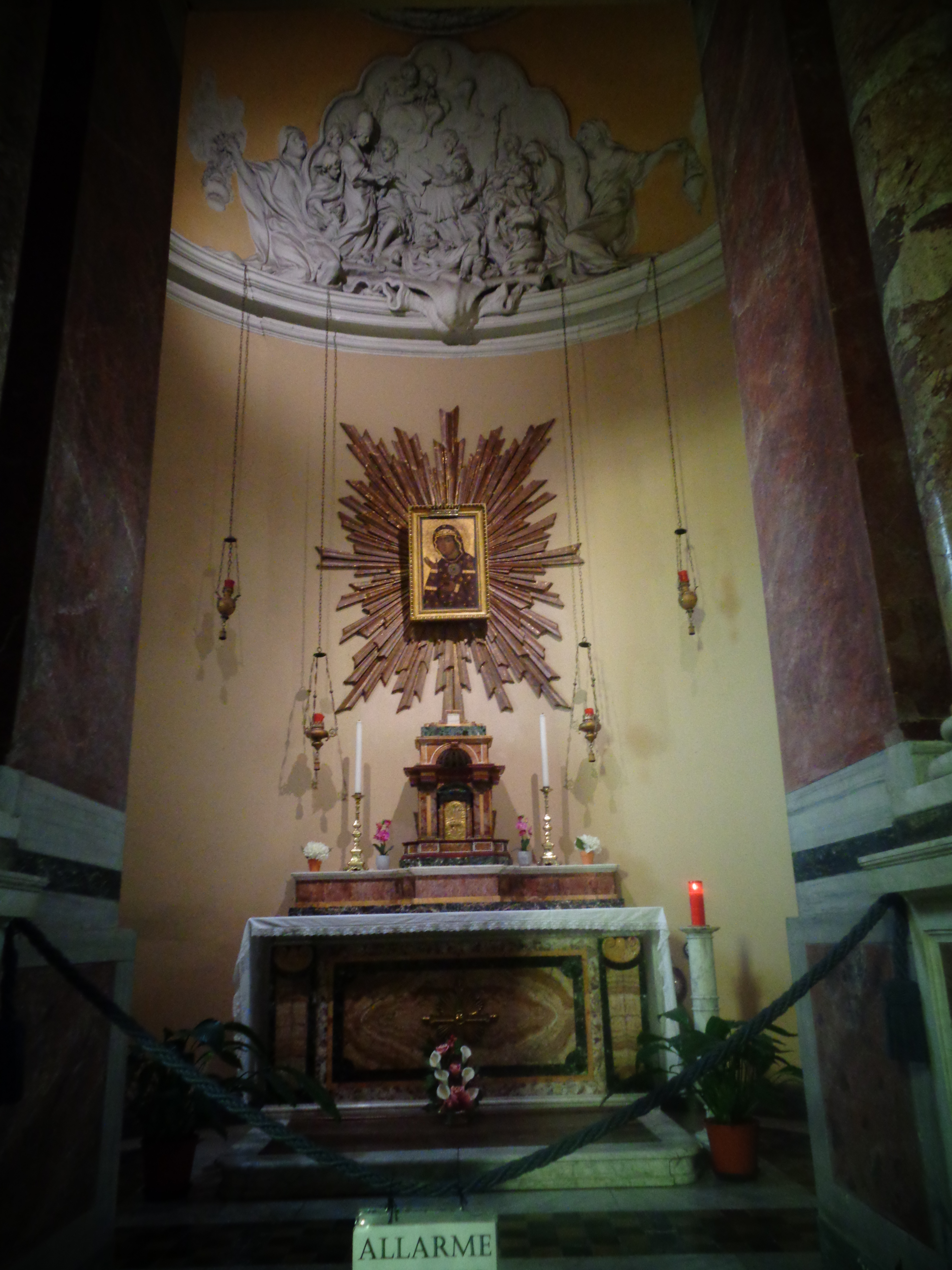
Madonna de Sant'Alessio

La data de fundació no és segura, i se situa entre els segles IV i V: l'any 1216 el papa Honori III ordenà la reconstrucció del conjunt; la restauració de 1582 va ser seguida per la reconstrucció de la dècada de 1750 , per Tommaso De Marchis, i la de 1852-1860 per Somaschi.
L'església moderna conserva elements de totes aquestes èpoques. El campanar és romànic, algunes columnes de l'església honoriana són presents a l'absis oriental de l'església moderna, el porxo és medieval; la façana del segle xvi, reelaborada per De Marchis, insisteix en el pòrtic medieval; de De Marchis és l'altar major.
El costat sud de l'església acull el monument funerari d'Eleonora Boncompagni Borghese, de 1693, mentre que el transsepte sud conté la capella de Carles IV d'Espanya. Cal destacar la icona de la Madonna de la Intercessió (Madonna de Sant'Alessio, Madonna dell'Intercessione), datada entre els segles XII i XIII i que es creu que va ser portada per sant Aleix d'Orient.
Sota l'església hi ha una cripta romànica; l'altar major de la cripta conté les relíquies de Tomàs Becket. Les parets alberguen un fresc del segle xii de l'Agnus Dei i símbols dels Quatre Evangelistes, mentre que el mur nord està decorat per "Sant Jeroni Emiliani presentant els orfes a la Mare de Déu" de Jean-François de Troy, i al final de la nau hi ha La Scala Santa i l'església titular de Sant'Alessio, en fusta i estuc, d'Andrea Bergondi.
El juny de 2019, en una cavitat del campanar, es va trobar un fresc de l'any 1100 que representa sant Aleix i el Crist pelegrí. La seva existència va ser anunciada per primera vegada l'any 1965 pels Enginyers de Camins durant les obres de consolidació del campanar, fins que l'any 2006 es va proposar la identificació amb els Sants Bonifaci i Aleix en l'art medieval , després de tants anys d'oblit. Després d'una llarga restauració finalitzada el 2018, es va proposar una nova identificació amb Alessio i el Crist Pelegrí, mentre la notícia arribava al gran públic a través de la premsa no científica. El redescobriment és important i singular, perquè el fresc manté intacte el marc i l'excel·lent estat de conservació ens permet estudiar les tècniques per a la seva construcció.

## El títol cardenalici
Santi Bonifacio e Alessio (llatí: Titulus Sanctorum Bonifacii et Alexii ), també conegut amb el nom de Sant'Alessio, és un títol cardenalici establert pel papa Sixt V el 13 d'abril de 1587 amb la constitució apostòlica Religiosa

### Titulars
- Gian Vincenzo Gonzaga (20 d'abril de 1587 - 23 de desembre de 1591 mort)
- Ottavio Paravicini (9 de març de 1592 - 2 de febrer de 1611 mort)
- Metello Bichi (12 de setembre de 1611 - 14 de juny de 1619 mort)
- Roberto Ubaldini (17 de maig de 1621 - 20 d'agost de 1629 nomenat cardenal prevere de Santa Prassede)
- Gianfrancesco Guidi de Bagno (26 de maig de 1631 - 24 de juliol de 1641 mort)
  - Títol vacant (1641 - 1643)
- Mario Theodoli (31 d'agost de 1643 - 28 de gener de 1649 nomenat cardenal prevere de Santa Maria del Popolo)
  - Títol vacant (1649 - 1652)
- Luigi Alessandro Omodei (12 de març de 1652 - 19 d'octubre de 1676 nomenat cardenal prevere de Santa Maria in Trastevere)
  - Títol vacant (1676 - 1681)
- Federico Visconti (22 de setembre de 1681 - 7 de gener de 1693 mort)
  - Títol vacant (1693 - 1696)
- Taddeo Luigi del Verme (2 de gener de 1696 - 12 de gener de 1717 mort)
- Gilberto Borromeo (10 de maig de 1717 - 22 de gener de 1740 mort)
- Gaetano Stampa (16 de setembre de 1740 - 23 de desembre de 1742 mort)
  - Títol vacant (1742 - 1753)
- Antonio Andrea Galli, C.R.L. (10 de desembre de 1753 - 23 de maig de 1757 nomenat cardenal prevere de San Pietro in Vincoli)
  - Títol vacant (1757 - 1759)
- Giuseppe Maria Castelli (19 de novembre de 1759 - 9 d'abril de 1780 mort)
- Paolo Francesco Antamori (2 d'abril de 1781 - 4 de desembre de 1795 mort)
  - Títol vacant (1795 - 1801)
- Giovanni Filippo Gallarati Scotti (20 de juliol de 1801 - 26 de setembre de 1814 nomenat cardenal prevere de Santa Prassede)
- Emmanuele De Gregorio (29 d'abril de 1816 - 18 de maig de 1829); in commendam (18 de maig de 1829 - 7 de novembre de 1839 mort)
  - Títol vacant (1839 - 1843)
- Francesco de Paola Villadecani (22 de juny de 1843 - 13 de juny de 1861 mort)
- Alexis Billiet (25 de setembre de 1862 - 30 d'abril de 1873 mort)
  - Títol vacant (1873 - 1876)
- Johannes Baptiste Franzelin, S.I. (7 d'abril de 1876 - 11 de desembre de 1886 mort)
  - Títol vacant (1886 - 1889)
- Giuseppe D'Annibale (27 de maig de 1889 - 17 de juliol de 1892 mort)
- Angelo de Pietro (15 de juny de 1893 - 22 de juny de 1903 nomenat cardenal prevere de San Lorenzo in Lucina)
- Sebastián Herrero Espinosa de los Monteros, C.O. (27 d'agost de 1903 - 9 de desembre de 1903 mort)
- Joaquim Arcoverde de Albuquerque Cavalcanti (14 de desembre de 1905 - 18 d'abril de 1930 mort)
- Sebastião Leme da Silveira Cintra (3 de juliol de 1930 - 17 d'octubre de 1942 mort)
  - Títol vacant (1942 - 1946)
- Jaime de Barros Câmara (22 de febrer de 1946 - 18 de febrer de 1971 mort)
- Avelar Brandão Vilela (5 de març de 1973 - 19 de desembre de 1986 mort)
- Lucas Moreira Neves, O.P. (28 de juny de 1988 - 25 de juny de 1998 nomenat cardenal bisbe de Sabina-Poggio Mirteto); in commendam (25 de juny de 1998 - 8 de setembre de 2002 mort)
- Eusébio Oscar Scheid, S.C.I. (21 d'octubre de 2003 - 13 de gener de 2021 mort)
- Paulo Cezar Costa, des del 27 d'agost de 2022